# كمال الحراشي
كمال الحراشي هو فنان جزائري من مواليد الجزائر العاصمة سنة 1973، وهو نجل الفنان الجزائري دحمان الحراشي الذي ترك بصمة في فن الموسيقى الجزائرية والمغاربية كموسيقار ومؤلف وملحّن ومغنّي.

## المسيرة الفنية الخاصة به
يستلهم الفنان كمال الحراشي من موروث والده الفني ويغني أغانيه التي تتحدث عن قضايا الاغتراب والمشاكل الاجتماعية اليومية التي تواجه المواطن العربي.
يشبه كمال عمراني أباه كثيرا من الناحية الفزيونومية وقد إتخذ نفس اللقب الفني لوالده «الحراشي» إلى جانب لقبهما العائلي الأصلي عمراني.
سجل كمال الحراشي أول أغانيه في الجزائر قبل أن يتوجه إلى فرنسا حيث شارك في مهرجان «ربيع بورج» (le Printemps de Bourges) سنة 2002 كأول إطلالة بارزة على الساحة الفنية.
ينتمي كمال الحراشي إلى جيل الشباب المجدد، الذي يحاول أن يحافظ على أصالة موسيقى الشعبي الجزائرية بروح معاصرة، بإدماج إيقاعات جديدة واستخدام أدوات موسيقية جديدة كالبيانو والكونتروباس.

## وصلات خارجية
- كمال الحراشي في مهرجان «إيل دو فرانس» _يوتوب
- (بالعربية)(بالفرنسية) كمال الحراشي في وثائقي الجزيرة عن الدحمان الحراشي، تحت عنوان «ثوراة الحراشي» _يوتوب
- journal-la terrasse: CHAÂBI ALGERIEN_KAMEL EL HARRACHI (Publié le 23 novembre 2012 - N° 204)